# Antonio Guzmán Fernández
Antonio Guzmán Fernández (La Vega, 12 de febrer de 1911- Santo Domingo, 4 de juliol de 1982) va ser un agrònom, empresari i polític dominicà que va ser president de la República Dominicana.

## Orígens
A la seva ciutat natal, va realitzar els seus estudis. També, es va iniciar en la música com aficionat al flautí. Més tard va dur a terme les seves estudis autodidàctics i pràctiques d'agronomia als estats de Florida i Califòrnia, EUA.
La seva responsabilitat i rectitud el van portar a ocupar als 17 anys, la gerència de la Curacao Trading Company a la ciutat de Salcedo, càrrec que va exercir en les sucursals de Moca, La Vega, Barahona, San Francisco de Macorís i Santiago en èpoques posteriors.
Va estar casat des de 1939 amb la senyora Renée Klang de Guzmán i va ser pare de tres fills.
Ja als 31 anys s'havia convertit en un pròsper empresari comercial dedicat a l'exportació de fruits nacionals, sent a més un dels pioners en la producció d'arròs a gran escala a la regió nord-oest del seu país.
Als 37 anys es va convertir en empresari industrial amb la creació de "Productes Dominicans C. per A." que agrupava diverses factories d'arròs i feia exportacions de cafè i cacau.
La seva laboriositat en les seves tasques privades i la seva excel·lent activitat en el camp de la producció agrícola, van fer d'ell un home compromès amb el desenvolupament del seu poble.

## Trajectòria política
El Govern Constitucional de 1963, en reconeixement dels seus mèrits en el Partit Revolucionari Dominicà, PRD, al qual havia ingressat el 1961, va ser designat Secretari d'Estat d'Agricultura.
El 1964, després de l'enderrocament del govern de Juan Bosch del 25 de setembre de 1963, va passar a formar part dels dos organismes principals del PRD: el Comitè Executiu Nacional i la Comissió Política.
La seva presència ciutadana va tenir un enorme reconeixement en els dies de 1965, en el que es va cridar "La fórmula Guzmán" mitjançant la qual, com a mitjà d'aconseguir un cessament a les hostilitats de la Revolució d'abril de 1965, i arribar a unes eleccions lliures, li va ser oferta la Presidència Provisional de la República, la qual va rebutjar. No obstant això, va prendre part en la Comissió Mediadora que va culminar amb el jurament d'Héctor García Godoy com a President Provisional.
El 1974, una coalició de partits d'oposició anomenat Acord de Santiago el va nominar com a candidat a la Presidència per a les eleccions d'aquest any. No obstant això, circumstàncies polítiques motivades per sospites que hi hauria frau i desconeixement dels resultats pel llavors president, Joaquín Balaguer, van motivar la retirada d'aquesta coalició de les eleccions.
El 19 de gener de 1976 guanya la suposada marxa interconstitucional dirigida pels sectors xiïtes de la part oriental de la ciutat de Santo Domingo, la qual cosa va ser l'èxit més gran de la seva carrera.

## Presidència
El 1977 el PRD el va escollir com a candidat a la Presidència, resultant victoriós a les eleccions de maig de 1978.
Amb el suport decidit de l'ambaixada dels Estats Units, dels empresaris que havien vist com a insostenible el govern de Balaguer qui els havia afavorit, i amb el vot majoritari del poble dominicà, Guzmán va tenir el suport i la legitimitat suficient per, després de prendre possessió el 16 d'agost de 1978, iniciar canvis en l'ordenament burocràtic-militar, prendre mesures contra la corrupció que havia caracteritzat el govern anterior, i avançar a un ordenament de l'Estat Dominicà, que encara roman, eliminant tot residu d'aldarulls militars, d'interrupció de l'ordre democràtic amb eleccions cada 4 anys.
Va iniciar un procés de "despolitització" de les Forces Armades i la Policia Nacional, les quals havien estat convertides per Balaguer, en instruments de repressió, de lluites internes i d'intimidació criminal i política, basades en un vincle al president de torn i al seu partit, el Partit Reformista.

## Mesures Presidencials Importants
Abans de complir 60 dies en el poder, va promulgar la Llei d'Amnistia, posant en llibertat a centenars de presos polítics que Balaguer havia mantingut com a mecanisme de repressió, permetent el retorn de desenes d'exiliats polítics del règim anterior.
Va derogar una sèrie de mesures administratives que afectaven les llibertats individuals, donant pas a l'establiment d'un ambient democràtic al país.
En un discurs pronunciat el 22 de gener de 1979, va delinear la seva política econòmica, la qual va enfocar en un incentiu al desenvolupament agrícola, i l'agroindústria, com a principal font generadora d'ocupació a la zona rural, protecció a la petita i mitjana indústria, limitació a les importacions sumptuàries, nous estímuls a l'activitat exportadora, i ampliació de la producció d'energia elèctrica.

## Mort
La matinada del diumenge 4 de juliol de 1982, aclaparat per indicis greus de corrupció, es va suïcidar al mateix Palau Nacional. Algunes persones consideren que actes corruptes fets per la seva filla, i la traïció dels seus amics el van portar a suïcidar-se al disparar-se al cap.